# Väre Areena
El Väre Areena anteriormente Kuopion keskuskenttä, Magnum Arena y Savon Sanomat Areena, es un estadio multiusos ubicado en la ciudad de Kuopio, Finlandia, utilizado especialmente para el fútbol, tiene una capacidad para 5300 espectadores y sirve como sede para el club de la ciudad el KuPS Kuopio, que juega en la primera liga de fútbol de Finlandia, la Veikkausliiga.

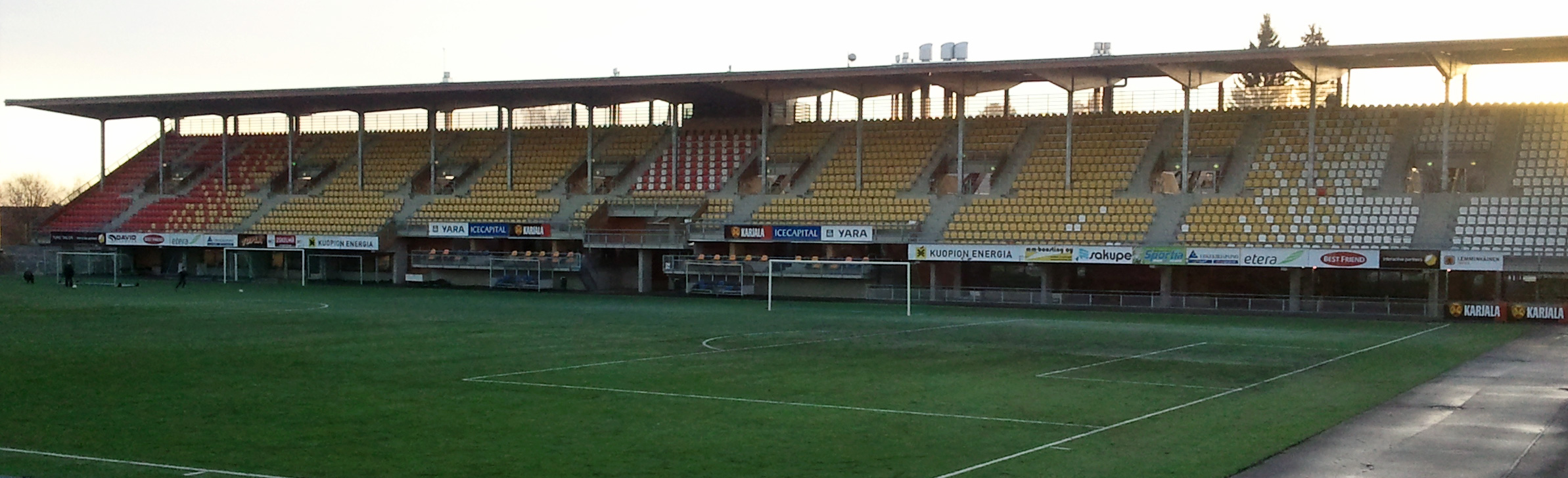
Imagen panorámica del estadio.